# قایق توپ‌دار کلاس اتامی
قایق توپ‌دار کلاس اتامی (به انگلیسی: Atami-class gunboat) یک کلاس از قایق‌های توپ‌دار است که طول آن ۴۶٫۳ متر می‌باشد.